# HD 201636
HD 201636，又名BD+70 1164，SAO 9957、HR 8099，是一颗恒星，视星等为5.87，位于銀經106.95，銀緯15.95，其B1900.0坐标为赤經21h 5m 47.5s，赤緯+71° 15.95′ 51″。